# 이반 코페츠
이반 코페츠 (Иван Иванович Копец : 1908~1941)

## 공무원에서 장교로
레닌그라드 출신인 그는 1908년 9월 19일에 도시 남부의 차르스코예 셀로(Царском Селе) 근처의 노동자 가정에서 태어났다. 그의 아버지는 순양함 오리욜(Орёл)에 전속된 기계공으로 먹고 살기 빠듯한 집안 형편으로 인해 어린 코페츠는 한가하게 학업에 집중할 수 없었고 11살부터는 설걷이 도우미로 일하며 용돈벌이에 나서야만 했다. 티우멘주(Тюменской области)의 도시 이심(Ишиме)에서 학창 생활을 보낸 그는 학교의 특활시간에는 비행기 모형을 만드는 모임에 가입해 활동했던 사실을 미뤄보면, 어렸을 적부터 항공에 관심이 있었던 것으로 보인다. 8학년이 되던 1925년에 학업을 중단한 그는 비행학교에 응시했으나, 신체검사에서 폐에 문제가 있어 탈락하고 말았다. 먹고 살아야만 했던 그는 이듬해인 1927년에 머나 먼 사마르칸트로 가서 험준한 산골짜기에 도로를 놓는 건설 노무자로 고된 일을 해야만 했다. 한번은 발파 작업으로 연약해진 지반이 무너져 생매장되었다가 꼬박 하루만에 구조된 일도 있었는데, 이런 난관들은 청년 코페츠를 망가뜨리기는커녕 더욱 단련시키는 계기가 되었다. 
지역 콤소몰에서 이런 코페츠의 성실함을 높이 평가하여 지방 법원에서 비서로 근무하게 되었다. 2년 뒤인 1927년부터 군대에 투신한 그는 기본 교육을 마친 뒤에는 1928년에 레닌그라드 군사이론학교(Ленинградской военно-теоретической школе) 과정을 밟았고, 1929년에 카친스키 군사항공학교(Качинской военной авиационной школе пилотов)에서 조종사 자격을 취득했다. 그로부터 2년 뒤인 1931년에 그는 비행 중대장이 되었으며 1932년에는 전투기 분견대 지휘관으로 복무하면서 모스크바에서 열린 항공 퍼레이드에 자주 참여했다.

그러던 중에 갑자기 그가 타던 R-5(Р-5) 정찰기가 심각한 사고를 겪게 되었고, 기체는 완전히 부서져 버렸다. 군사 재판소는 그에게 조종사 자격은 유지시키되 3년형을 선고받고 1932년 12월에 수감되고 말았다. 그러나 이런 영어의 생활은 다행스럽게도 오래 가지 않았다. 석달 뒤인 1933년 2월 23일에 중앙집행위원회의 결의로 전과기록의 말소와 함께 사면을 받고 원래 부대로 돌아가 교관 직무에 다시 임할 수 있게 된 것이다. 1935년에는 장교 과정인 프룬제 아카데미(Военной академии имени М. В. Фрунзе)에 들어가 정규 장교가 되기 위한 교육을 받았다.

## 코카서스 산맥을 넘나 들다
아카데미 입교 후, 그에게는 알피니아다 작전(Альпиниада)을 항공 지원하라는 가장 어려운 임무를 부여받았다. 소련 영토의 끝자락인 코카서스 산맥의 웅장한 봉우리들을 넘나 드는 붉은 군대의 야심적인 작전에서, 그가 모는 U-2(У-2) 복엽기는 스펙에서 정의하는 성능을 훨씬 넘어서는 고도를 상승기류를 타고 넘나들었다. 게다가 이반 코페츠의 기체는 혼자가 아니라 인원이나 식량과 의약품 및 보급품을 실은 글라이더까지 견인했다. 하늘과 구름을 살펴보는 날카로운 눈으로 상승기류를 찾아 올라탄 코페츠의 비행기는 해발 고도 4,000~5,000 m가 넘는 험준한 봉우리를 뛰어 넘고 산비탈의 비좁은 평지에 착륙하는 일을 거의 매일같이 해내고 있었다.

카스피해에서 흑해까지 뻗어 있는 그 장엄한 봉우리들은 눈과 만년설로 덮여 있었고, 협곡은 바위 사이로 복잡한 미로를 뚫고 있었다. 그 무렵 4번째 알피니아다 임무에 나선 붉은 군대는 깎아지른 낭떠러지에 난 협곡과 잔도를 따라 행군했고, 공군 조종사들이 그 병력들을 지원했다. 이반 코페츠는 특히 그 조종사들 사이에서 두드러졌다. 사령부는 정확한 작전과 시간 엄수가 필요한 비행에는 산악 비행술에 숙달된 그를 비행에 할당했다. 산악 기후의 특성을 이해하고 마스터한 그는 좁은 협곡 사이로 자신이 모는 작은 비행기로 기웃거릴 줄 알았다. 특히 U-2와 같은 저출력 기종을 몰고 코카서스 산맥의  협곡을 통과할 때 위험한건 하강 기류였다. 이 어려운 임무에는 바람에 맞서 조종간을 버티는 강한 체력과 두둑한 배짱, 그리고 기류를 알아채는 예리한 눈과 감각이 필요했는데, 두말할 나위 없이 이런 것들은 전투기 조종사에게도 필요한 자질이었다. 이 항공 지원 임무에 동승하여 취재하고 모스크바로 돌아간 크라스나야 즈베즈다(Красная Звезда)의 기자는 1935년 10월 26일자 신문에 다음과 같이 보도했다. 

"이륙하기에는 활주거리가 너무 짧아 겁먹은 내가 그를 흘낏 보았다. 기장 코페츠 동지는 엔진을 예열하는 익숙한 소리를 들으며 조종간을 굳게 그러쥐었다. 그가 페달에서 발을 떼자, 우리가 탄 U-2가 앞으로 굴러나갔다. 우리는 사나운 격류가 휘몰아치며 흐르는 울루캄 강을 향해 굴러가고 있었지만, 아직 속도계는 50 km/h도 가리키지 못하고 있었다. 비행기가 갑자기 울컥하더니 절벽 아래로 떨어졌다... 그러나 코페츠 기장의 노련한 손은 곧바로 비행기의 고삐를 나꿔채며 제압했다. 우리는 흙탕물과 거품이 부글거리는 강 위를 아슬아슬하게 지나쳐 부드럽게 돌아서 협곡의 경사면으로 나아갔다. 간신히 목숨을 건졌는데 절벽에 충돌하게 생겼다! 공포에 질린 내가 마구 떠들어대자 하마터면 절벽에 부딪힐 뻔 했다. 코페츠 동지가 주위를 둘러보며 가볍게 선회했는데, 그의 얼굴에도 땀방울이 맺혀 있었다.  
... 착륙할 때가 되었다. 그런데 짙은 구름이 협곡 사이에 끼어 시야를 가로막아버려 도대체 어디가 비행장으로 가는 방향인지 알 수가 없게 되었지만, 코페츠 기장은 마치 저격수가 사냥감을 조준하는 것처럼 재빨리 구름의 좁은 틈을 향해 그의 비행기를 몰았다. 이 조종사는 자신이 할 수 있는 일을 정확히 알고 있기 때문에 두려움이란게 없었다. 아니면 그는 모든 것을 미리 알고 계산했기 때문에 그런 비행을 할 수 있는 것일지도 모른다."

## 해외 파견
사관학교를 졸업한 그는 주코프스키 공군사관학교(Военно-воздушной академии имени Н. Е. Жуковского) 항공여단의 제70독립전투비행대(70-м отдельном истребительном авиаотряде)에서 전투기 조종사이자 편대장으로 근무을 시작했다. 1936년 9월부터 스페인 내전에 파견된 그는 호세(Хозе)라는 가명으로 스페인 조종사 행세를 해야만 했다. 9월 중순, 소련이 보낸 첫 4명의 전투기 조종사가 비밀리에 스페인에 도착했다. 코페츠 상급 중위와 안톤 코발레프스키(Антон Викентьевич Ковалевский : 1913~1937), 예브게니 예를리킨(Евгений Ефимович Ерлыкин : 1910~1969)과 지휘관 표트르 품푸르(Пётр Иванович Пумпур : 1900~1942)가 그 선발대였는데 이들은 코페츠처럼 코발레프스키는 카지미르, 예를리킨은 페드로, 품푸르는 훌리오라는 가명으로 그곳에서 싸웠다. 스페인 파견 초기에 그는 현지에 손에 익은 소련제 비행기가 없었던 탓에 나중에 본국에서 보내준 폴리카르포프 I-15 전투기로 갈아탈 때까지 낡아빠진 프랑스제 뉴폴 52(Nieuport-Delage NiD 52) 복엽 전투기를 몰면서 싸워야만 했다. 

안톤 코발레프스키와 편대를 짠 이반 코페츠는 콘돌 군단의 하인켈 He 51 전투기의 공격으로부터 공화국 폭격기를 가장 먼저 방어해냈다. 1차 대전에나 어울릴 낡은 복엽기와 독일제 하인켈 전투기는 너무나 불공평한 싸움이었지만, 어쨌든 그들은 역습을 받으면서도 파시스트들의 요격을 가까스로 격퇴할 수 있었다. 그 전투의 목격자들은 벌집이 된 채 귀환한 코페츠와 코발레프스키의 복엽기를 보며 입을 다물지 못했다. 그런 악조건에서는 오직 강철 같은 정신력과 불굴의 투지를 가진 조종사만이 내빼지 않고 싸울 수 있었다. 스페인에서 이반 코페츠 중위는 유능한 비행사일 뿐만 아니라 자신이 바로 그런 투사임을 증명한 첫 기회였다. 

신체적으로 나무랄데 없이 강건했던 코페츠는 나름 독특한 조종술도 익히고 있었던 덕분에 심지어 쓸모없는 구식 뉴폴기로도 적과 싸울 수 있었다. 걸레짝이 된 뉴폴기가 탈 수 없게 되자, 코페츠 중위, 아니 호세 중위는 르와르 46(Loire 46)으로 갈아탔다가 그 다음에는 드보아틴 D.371(Dewoitine D.371)로 옮겨타야만 했다. 이런 상황에도 그는 동료들에게 자신감 넘치는 미소를 띠면서 "까짓거, 날기만 하면 돼!"하고 호탕하게 큰소리를 치며 너스레를 쳤다. 아무 비행기나 몰고 출격하는 경험이 반복되자, 곧 코페츠 중위는 공화파 군대가 이용할 수 있는 모든 기체의 조종을 마스터했고, 심지어 노획한 피아트 CR.32를 타고 적 후방 깊숙히 정찰하고 돌아오기까지 했다. 그러나 그가 가장 좋아한 기체는 역시 소련제 I-15로 그 전투기가 스페인에 도착한 후 그의 비행술은 특히 두드러졌고 차츰 격추수를 늘려가기 시작했다. 

그는 해외 파견 임무를 소화하는 동안 팔랑헤 공군기 6대를 격추한 공로로 적기 훈장을 수여받았다. 1937년 6월 17일에 스페인을 떠나 본국으로 돌아간 그는 스페인 내전의 영웅으로 환대받으면서 연방영웅 칭호와 전군을 통틀어 16번째로 금성 훈장을 수여받으며 최고의 영예를 누리면서 지도자 스탈린의 눈도장을 찍게 된다.

## 출세 가도
1937년 6월 20일에 코페츠는 대위와 소령 계급을 뛰어넘어 단숨에 중령이 되었다. 그로부터 반년 뒤인 12월 12일에는 노브고로드 선거구에서 소비에트 연방 평의회 의원으로 선출되면서 레닌그라드 군관구 소비에트 연방 항공 참모장으로 임명되었다. 이제 그의 어깨에는 대령 계급장이 올려지게 되지만, 그의 출세 가도는 이것이 끝이 아니었다. 이듬해인 1938년에 그는 레닌그라드 군관구의 공군 부사령관으로 임명되었다. 

소련이 핀란드를 침공하여 겨울 전쟁을 일으키는 동안, 그는 카렐리아 회랑을 작전 구역으로 할당받은 제8항공군(ВВС 8-й армии) 사령관 직위를 유지하면서 준장 계급장을 단채 손수 전투기에 올라타고 지휘비행을 하며 전투 임무에도 참가했다. 이 전쟁에서 그는 주로 베소베츠(Бесовец)나 누르말리차(Нурмалицы) 비행장을 사령부로 삼고 자신은 부하들을 이끌고 페트로자보스크(Петрозаводск) 방면으로 초계 비행을 나갔었다. 이와 같은 복무 태도는 고위급 사령관과 지휘체계를 송두리째 잃어버릴 위험에 노출시키는 만용에 지나지 않았지만, 반면 스탈린은 이런 그에게 더욱 전폭적인 신뢰를 갖게 되며 코페츠는 총애를 받게 된다.  
1940년 3월 31일에 코페츠 준장은 두 번째로 레닌 훈장을 수여받았고, 그밖에 다른 군사 훈장도 함께 주어졌다. 1940년 4월 중순, 이반 코페츠 사단장은 스페인에서 잘 알게 된 콘스탄틴 구세프(Константин Михайлович Гусев : 1906~1942) 사령관을 대신하여 벨로루시 군관구 공군 사령관으로 임명되었다. 5월 1일에는 민스크 광장에서 전투기 300대가 편대 비행을 벌이는 퍼레이드의 선두에 선 코페츠 장군은 민스크 시민들의 박수 갈채와 환호를 받았다. 새로운 임지에 부임한 그는 백러시아 지역 공군을 재편성하기 시작했다. 벨로루시 서부에 주둔하고 있던 항공연대의 일부는 칼리닌스키 지역으로 이전되었으며 나머지는 상호 지원 협정에 따라 리투아니아와 라트비아로 날아갔다. 1940년 3월 1일이 되자, 벨로루시 군관구에는 7개 항공연대만 남겨져 있었다. 1940년 6월 4일에 최고사령부로부터 재신임을 받은 그는 31살의 젊은 나이에 공군 소장으로 진급했다. 
독소전이 터지던 1941년 6월 22일, 코페츠 장군은 서부군관구 전체를 책임지고 있는 공군 사령관이란 고위직에 올라 있었다.